# Seiko SKX007
De SKX007 is een horloge van de Japanse fabrikant Seiko dat geschikt is als duikhorloge. Het horloge werd geproduceerd vanaf 1996 toen het de 7002 opvolgde. Gear Patrol plaatste in 2019 de SKX007 in hun lijst van 15 incredible dive watches under $ 1,000. Het horloge is ISO 6425-gecertificeerd, wat inhoudt dat het getest is op bepaalde eisen zoals bepaald door de Internationale Organisatie voor Standaardisatie.
Het horloge staat bekend om de prijs-kwaliteitverhouding. Jack Forster van Hodinkee noemt het horloge "another one of the worst-kept secrets in modern watchmaking" en een "perennially fantastic Value Proposition".

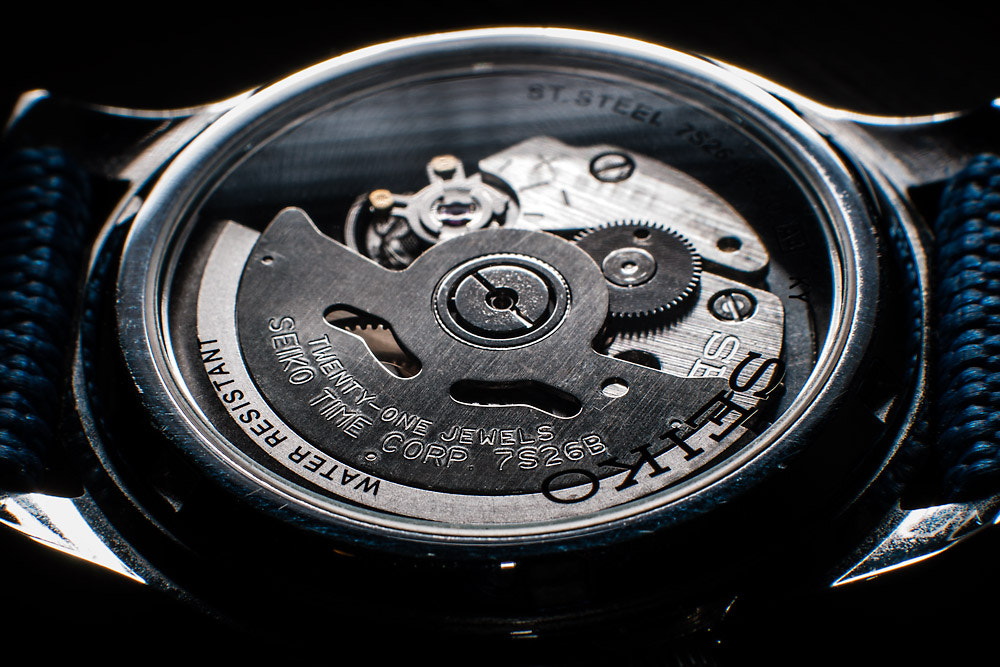
Het 7S26-uurwerk, hier afgebeeld de tweede generatie (7S26B), werd gebruikt in Seiko-divers en goedkopere Seiko 5-horloges